# 法國的車臣人
法國的車臣人，人數大約30000人，雖然人口少但在車臣人移民群體中頗有影嚮力。

## 歷史
車臣移民大概在2000年代來到法國，原因是第二次車臣戰爭，這些人成了政治難民。現在估計歐盟國家有60000個車臣人。